# Северное (электродепо, Москва)
Электродепо́ «Се́верное» (ТЧ-1) — старейшее электродепо Московского метрополитена, обслуживающее Сокольническую линию с 26 апреля 1935 года. Расположено на территории Красносельского района Центрального административного округа Москвы. Первый поезд был выдан из депо 15 октября 1934 года. Регулярное пассажирское движение по Сокольнической линии начато 15 мая 1935 года. Выезд из депо на линию осуществляется через III станционный путь станции «Комсомольская» на служебной соединительной ветви, и далее либо на I, либо на II главный путь, также с возможностью выезда в неправильном направлении, то есть по «встречному движению». Третье в Московском метрополитене после ТЧ-9 «Фили» и ТЧ-20 «Руднёво» с допуском женщин к управлению подвижным составом: в частности впервые за 11 лет на составах 81-717/714 и модификациях, и впервые в истории на поездах «Русич»; пятое электродепо в России после ТЧ-1 «Автово» Петербургского метрополитена и ТЧ-1 «Кировское» Самарского метрополитена.
В 2023 году была запланирована реконструкция объектов депо, в результате которой его площадь увеличится с 71 тыс. кв. метров до 87,8 тыс. кв. метров.

## Обслуживаемые линии
| Линия               | Период                                                        |
| ------------------- | ------------------------------------------------------------- |
| Сокольническая      | 1935 — настоящее время (до 1990 — единственное депо на линии) |
| Арбатско-Покровская | 1938 — 1942                                                   |

## Подвижной состав

### Пассажирский подвижной состав
| Тип вагонов             | Период                 | Вагонов в составе | Состояние               |
| ----------------------- | ---------------------- | ----------------- | ----------------------- |
| A, Ам                   | 1935—1951              | 4                 | списаны                 |
| Б, Бм                   | 1937—1947              | 4                 | списаны                 |
| В                       | 1946—1958              | 4                 | списаны                 |
| Д                       | 1956—1975              | 7                 | списаны                 |
| Е                       | 1966—2002              | 7                 | списаны                 |
| Еж, Еж1, Ем-508, Ем-509 | 1970—2008              | 7                 | списаны                 |
| 81-717.5М/714.5М        | 1998 — настоящее время | 7                 | регулярная эксплуатация |
| 81-717.5А/714.5А        | 2010 — настоящее время | 7                 | регулярная эксплуатация |
| 81-717/714              | 2012—2018              | 7                 | списаны                 |
| 81-740.1/741.1 «Русич»  | 2019 — настоящее время | 5                 | регулярная эксплуатация |

### Служебный подвижной состав
- В качестве служебного помещения в депо использовался опытный вагон типа 81-720.1 № 10037[6]. Этот вагон был порезан в сентябре 2009 года.
- В депо длительное время находился вагон типа Ем-508 № 3941[7], в котором в 1972 году для увеличения вместимости была демонтирована кабина машиниста. Примерно через 15—20 лет он стал работать в грузовом поезде, а в октябре 2008 года был официально списан и в настоящее время не эксплуатируется. Внутри салона сохранилась линкрустовая отделка. До января 2020 года находился в депо «Калужское» (ныне в депо «Измайлово», где помечен, как музейный).
- В качестве вещественного доказательства при следствии о взрывах в Московском метрополитене 29 марта 2010 года в депо до сих пор стоит не подлежащий восстановлению взорванный вагон именного поезда «Красная стрела» (№ 1703[8]), после взрыва заменённый новым (№ 1938[9]). Данный вагон может быть утилизирован только после завершения следствия.